# Colossal Connection
I Colossal Connection sono stati un tag team di wrestling attivo dal 1989 al 1990 nella World Wrestling Federation, composto da Haku e André the Giant. Il team aveva come manager Bobby Heenan.

## Storia
André the Giant e Haku erano entrambi membri della stable di Bobby "The Brain" Heenan conosciuta con il nome di Heenan Family ma divennero un tag team solo nell'ultima parte del 1989. Come coppia presero il nome di "The Colossal Connection". Il nome del tag team era emblematico e rispecchiava bene le caratteristiche dei membri, facendo riferimento alla "colossale" mole di André unita alla tecnica di Haku in un cocktail micidiale. L'idea del tag team arrivò in parte per cercare di allungare la carriera del gigante francese che all'epoca iniziava ad avere grossi problemi di salute, ma anche per fornire alla Heenan Family una coppia in sostituzione dei disciolti Brain Busters Tully Blanchard & Arn Anderson che avevano lasciato la WWF per tornare nella NWA. I Colossal Connection debuttarono alle Survivor Series del 1989 come parte della squadra denominata "The Heenan Family" (insieme ad Arn Anderson e Bobby Heenan). Il team si scontrò con i "Warriors", squadra composta da Ultimate Warrior, Jim Neidhart e The Rockers. André venne velocemente eliminato dal match per conteggio fuori dal ring nei primi minuti della contesa, mentre invece Haku resistette un po' di più ma venendo anch'esso successivamente eliminato.

### WWF World Tag Team Championship
Dopo le Survivor Series, i Colossal Connection sfidarono i due volte campioni mondiali di coppia Demolition, riuscendo a strappare loro le cinture il 13 dicembre 1989 (match trasmesso in TV il 30 dicembre seguente), causando la nascita del feud contro Ax & Smash.
Anche se i Demolition furono gli avversari più assidui dei Colossal Connection durante il loro regno da campioni, André e Haku difesero le cinture anche contro The Rockers e Hart Foundation. I Colossal Connection affrontarono inoltre Hulk Hogan e Big Bossman in un non-title match nel corso di un house show poco tempo prima di WrestleMania VI; Hogan e Bossman vinsero l'incontro, rendendo questa (a parte la sconfitta a WrestleMania VI) l'unica occasione nella quale André e Haku persero un match di coppia (il match Hogan-Bossman vs. Colossal Connection fu anche una delle ultime occasioni dove si scontrarono Hogan e André the Giant prima della morte di quest'ultimo).

### Perdita del titolo e separazione
Il regno da campioni di coppia dei Colossal Connection ebbe fine a WrestleMania VI quando Ax & Smash dei Demolition riuscirono a riconquistare le cinture imprigionando André nelle corde del ring per gran parte del match accanendosi così sul solo Haku. Alla fine del match un infuriato Bobby Heenan inveì contro André imputandogli tutte le colpe della sconfitta arrivando anche a schiaffeggiarlo in pubblico. Il gigante reagì attaccando Heenan e questo gesto sancì il suo definitivo passaggio tra le file dei "buoni" e la fine della Colossal Connection (Haku, rimasto fedele a Heenan, tentò di colpire André).

## Nel wrestling
- Mossa finale
  - Savate kick di Haku seguito da un elbow drop di André

## Titoli e riconoscimenti
- World Wrestling Federation
- WWF World Tag Team Championship (1)